# 7,5-cm Pak 97/38
Pour les articles homonymes, voir Canon de 75 mm.
Le 7,5-cm Pak 97/38, ou PanzerabwehrKanone 97/38 est un canon antichar allemand de la Seconde Guerre mondiale, issu de la modification du canon de 75 mm modèle 1897 modifié 1938, capturé durant l'invasion de la Pologne et la bataille de France. De canon de campagne, cette pièce d'artillerie fut convertie à la lutte antichar par l'utilisation de munitions à charge creuse qui s'avérèrent plus efficaces, du moins à courte portée, que celles des canons antichars alors en dotation dans la Wehrmacht sur le Front de l'Est, face aux T-34 et KV-1 soviétiques.

## Contexte
Peu après l'invasion de l'URSS par l'Armée allemande, les troupes allemandes sont désagréablement confrontés à des chars puissants et bien protégés : le char moyen T-34 et le char lourd KV-1. Les canons antichars standards alors en dotation s'avèrent impuissants contre ces blindés modernes, ainsi le 3,7-cm Pak 35/36 et le canon de char KwK 38 de 50 mm court. Même le 5-cm Pak 38 à haute vitesse initiale, insuffisamment distribué, est impuissant à longue portée. Les canons capturés au début de la guerre ne font guère mieux, tels les antichars français de  25 mm et 47 mm ou le 4,7-cm Pak 36(t). Le canon de 75 mm, célèbre depuis la Première Guerre mondiale, est aussi capturé en nombre sur les armées polonaises et françaises au début de la guerre et intégré à la Wehrmacht sous la nomenclature 7,5 cm FK 97(p) et 7,5 cm FK 231(f). S'il n'est prévu à l'origine pour lutter contre les blindés, ses munitions AP (« obus de rupture ») lui permettent par son calibre moyen ce rôle secondaire dont il s’acquitte durant la bataille de France puis aux mains des Forces françaises libres en Afrique du Nord. Mais là encore, ces munitions usant de l'énergie cinétique sont insuffisantes (par manque de vitesse initiale, à la différence des 7,62-cm Pak 36(r) - lui aussi capturé - et 7,5-cm Pak 40 en cours d'élaboration) pour percer le blindage incliné du T-34/76, équivalent à 75 mm d'acier en épaisseur horizontale (ses obus de rupture peuvent vaincre un blindage d'environ 50 mm incliné à 30° à courte distance). Les canons antichar allemands standards, ainsi que ceux à âme conique tel le 4,2-cm Pak 41, disposent d'une munition APCR à carbure de tungstène, très efficace mais seulement à courte portée. Elle est de plus très couteuse à produire. Enfin, un autre type de projectile, fondé non sur l'énergie cinétique mais sur un effet chimique, dit effet Munroe, est à présent en dotation pour les calibres de 75 mm et supérieurs. Ces charges creuses (en allemand hohlladung) disposent de la même efficacité quelle que soit la distance de la cible ; elles sont toutefois imprécises au-delà de quelques centaines de mètres. Elles donnent néanmoins à des canons, obsolètes tel le 3,7-cm Pak 36 avec la Stielgranate ou à faible vitesse initiale comme le 7,5-cm KwK 37 ou le.FH 18 de 105 mm, la possibilité de détruire les chars soviétiques. Il est ainsi logiquement imaginé une telle munition pour les canons de campagne français de 75 mm,.
Lorsque le Pak 97/38 est mis en service à la mi-1942, le combat blindé subit sa plus importante mutation de la guerre : les canons courts de faibles calibres apparaissent définitivement obsolètes (37 mm, 45 ou 50 mm) ; le moderne T-34/76 soviétique est produit en nombre, le M4 Sherman et le PzKpfw VI Tiger allemand en passe d'être déployés ; diverses munitions à charge creuse apparaissent (pour le Bazooka, le Schiessbecher, les hohlladunggranaten allemandes). Les Pak 40 et Pak 36(r) demeurent en nombre insuffisant pour faire face aux nouvelles menaces. Il apparait nécessaire que soit déployé en complément un canon facilement produit.

## Description
Si la culasse, le tube et le système de recul d'origine française demeurent inchangés, il est décidé de moderniser quelque peu et d'adapter aux standards germaniques l'affût : celui du 5-cm Pak 38 est retenu. Est greffé également un frein de bouche Solothurn en forme dite « poivrière ». La silhouette générale diffère ainsi grandement de la pièce originale. C'est à l'automne 1941 que le Waffenamt Prüfwesen 4 Artillerie-Abteilung demande à Rheinmetall-Borsig de modifier la pièce française. Pour suppléer à la munition antichar polonaise 7,5cm Kanone Granate rot Panzer(p) (p pour polnisch), des munitions à charge creuse granate-holladung sont élaborées. La 7,5cm Gr.38/97Hl/A(f) est capable de percer 75 mm d'acier blindé, incliné à 30°, à toute distance, soit 90 mm de blindage vertical. Le blindage avant du T-34 est ainsi vulnérable, de même que les flancs des blindés lourds soviétiques. Cette munition est ainsi aussi puissante que la Gr. 38 Hl/B du Pak 40, apparue à la fin de 1942. La munition explosive est également légèrement plus puissante que son homologue germanique. En 1944, une nouvelle munition, la Gr.38/97 Hl/C(f) portera la pénétration théorique à 90 mm de blindage incliné à 30°. 
Le principal défaut de la munition est le manque de précision, celle-ci déclinant rapidement au-delà de 100 m, devenant des plus aléatoires après 500 m. Cela implique un grand sang-froid, et un danger, pour les servants souhaitant toucher leur cible de façon assurée. 

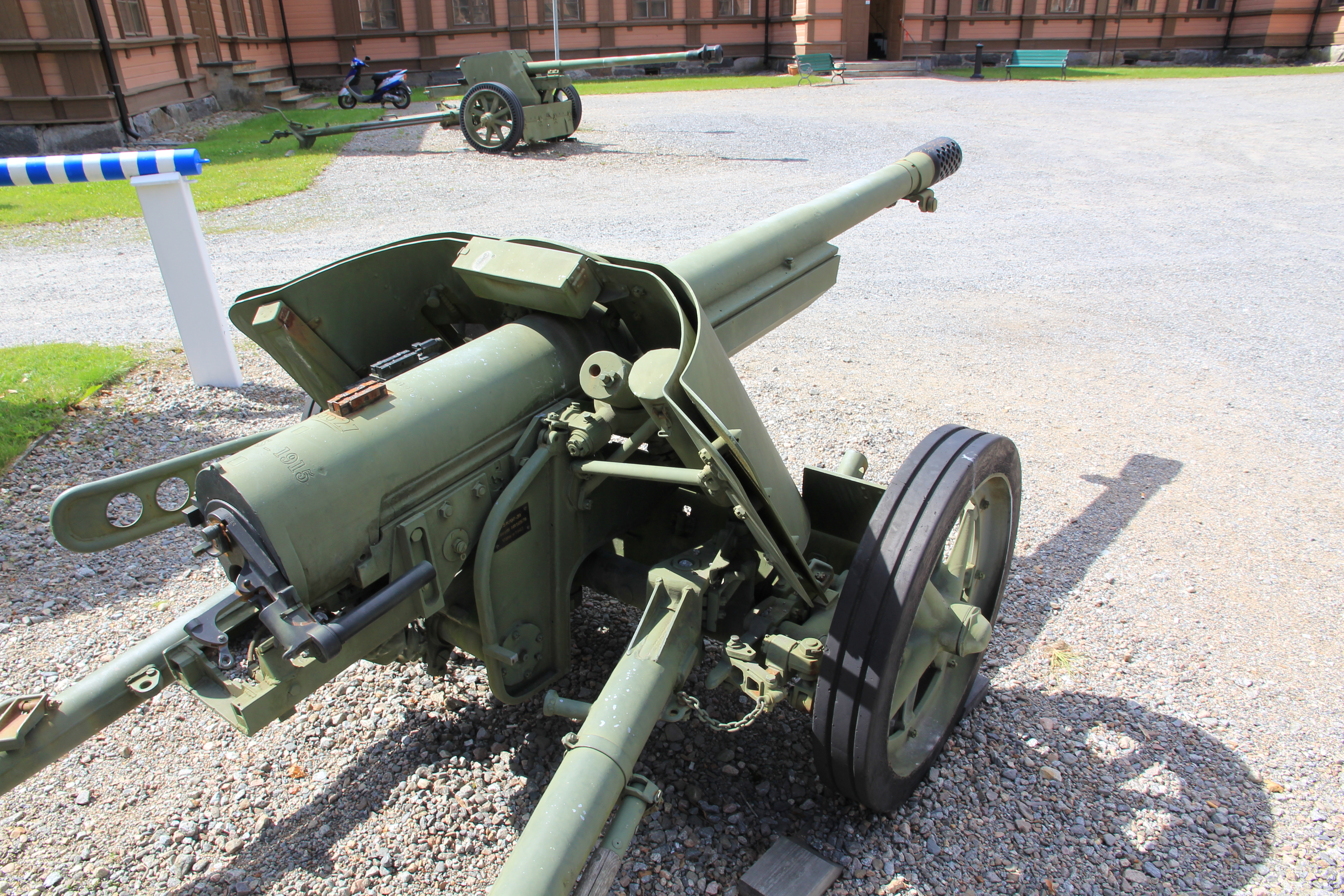
Vue sur la culasse. En arrière-plan, un 7,5-cm Pak 40.

| Munitions du Pak 97/38,                   |                        |         |                  |        |
| Type                                      | Modèle                 | Poids   | Vitesse initiale | Portée |
| Obus perforant (panzergranate)            |                        |         |                  |        |
| AP (polonais)                             | 7.5 cm K.Gr. Pz.(p)    | 6,8 kg  | 570 m/s          | 1,5 km |
| Obus à charge creuse (hohlladunggranaten) |                        |         |                  |        |
| HEAT (allemand)                           | 7.5 cm Gr.38/97Hl/A(f) | 4,4 kg  | 450 m/s          |        |
| HEAT (allemand)                           | 7.5 cm Gr.38/97Hl/B(f) | 4,57 kg | 450 m/s          | 1,5 km |
| HEAT (allemand)                           | 7.5 cm Gr.15/38Hl/B(f) | 4,4 kg  |                  |        |
| HEAT (allemand)                           | 7.5 cm Gr.38/97Hl/C(f) | 4,8 kg  |                  |        |
| Obus explosifs (sprenggranaten)           |                        |         |                  |        |
| HE (français)                             | 7.5 cm Sprgr.233/1(f)  | 6,19 kg | 575 m/s          | 10 km  |
| HE (français)                             | 7.5 cm Sprgr.230/1(f)  | 5,44 kg | 545 m/s          | 7,6 km |
| HE (français)                             | 7.5 cm Sprgr.231/1(f)  | 5,44 kg | 557 m/s          | 7,6 km |
| HE (français)                             | 7.5 cm Sprgr.236/1(f)  | 6,6 kg  |                  | 10 km  |

## Utilisation
Le Pak 97/38 est en dotation sur les fronts à l'été 1942. A la fin de cette année, 2 854 exemplaires ont été livrés. Malgré une efficacité modérée et un recul violent, il reste en service jusqu'à la fin de la guerre. Les munitions utilisées illustrent bien son utilisation: 37 800 obus antichars (à charge creuse) en 1942 et 371 600 en 1943 sont produits. Au premier mars 1945, la Wehrmacht possède encore 145 Pak 97/38 et FK 231 (f), mais uniquement 14 employés par des unités de première ligne.
S'il n'est qu'un « ersatz » de canon antichar, le nombre d'exemplaires construits fut d'un appoint non négligeable et est à comparer avec ceux du 5-cm Pak 38, 7,5-cm Pak 40 et 7,62-cm Pak 36(t).
Fin 1943, une dizaine de canons sont montés « artisanalement » sur des châssis capturés du char léger T-26 soviétique (des modèles 1937 ou T-26C pour la Wehrmacht, et peut-être également des T-26B 738(r) modèle 1933), une conversion réalisée en ateliers régimentaires désignée sous le nom de Pak 97/38 (f) ausf T-26 (Pz.740 (r)) ou Pak 97/98(f) [sic] auf Selbstafette T-26(r).  Ces canons automoteurs ont servi avec la 3e compagnie du 563e bataillon anti-char (Panzerjäger-abteilung 563) avant d'être remplacés par des Marder III le 1er mars 1944.
L'arme a également été employée par l' armée finlandaise durant la Guerre de continuation.  Les Finlandais ont conclu un accord avec l’Allemagne pour mettre leurs canons de 75 aux normes Pak 97/38.  46 pièces ont été converties entre mars et juin 1943. Ces pièces n'ont été retirées du service qu'en 1986.
En 1942, neuf divisions de la 8e armée italienne disposaient d’une batterie antichars de six canons assignée au régiment d’artillerie. La désignation italienne était Cannone da 75/39 .   

En novembre 1942, la 2e armée hongroise met en service 43 Pak 97/38.

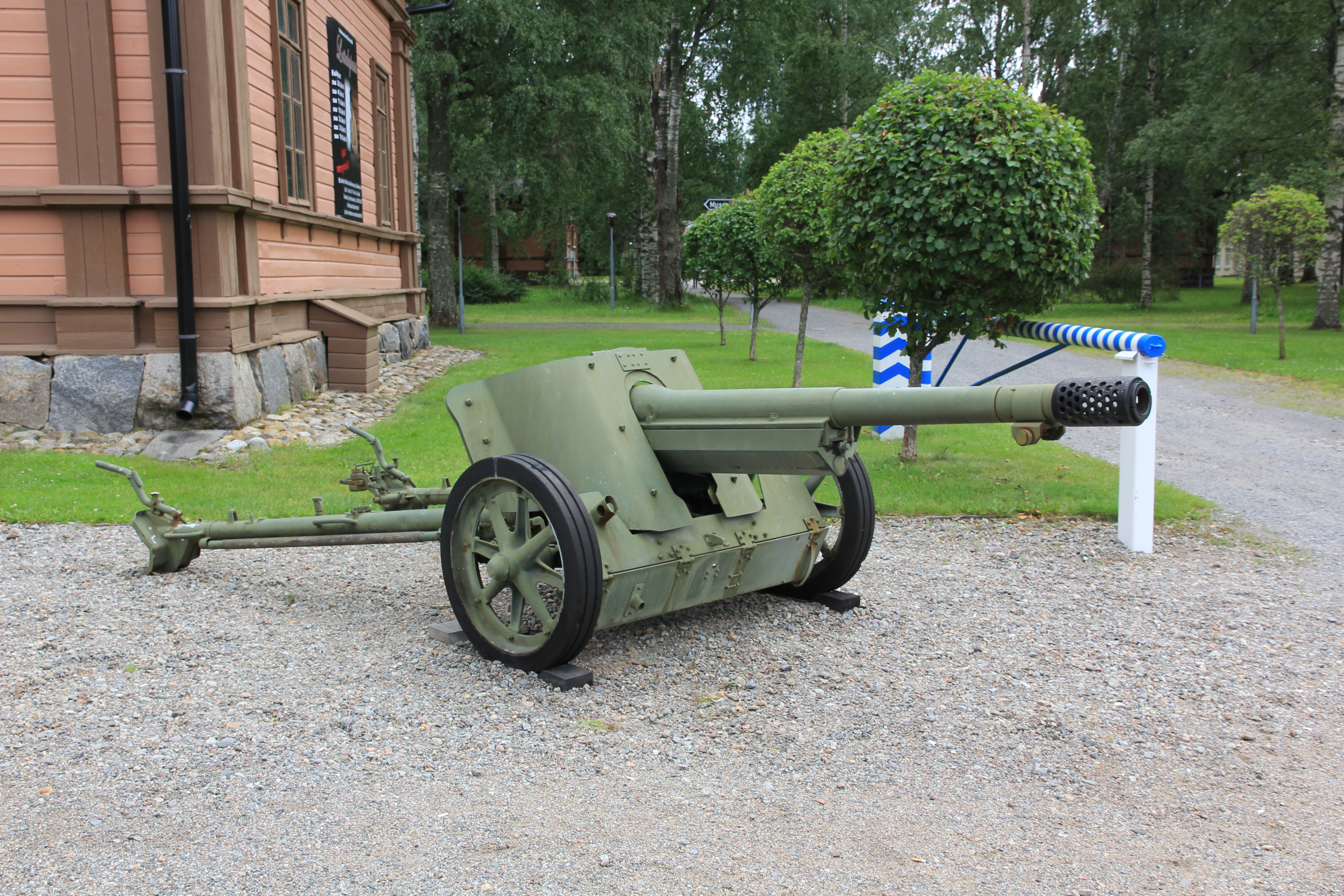
Silhouette générale.
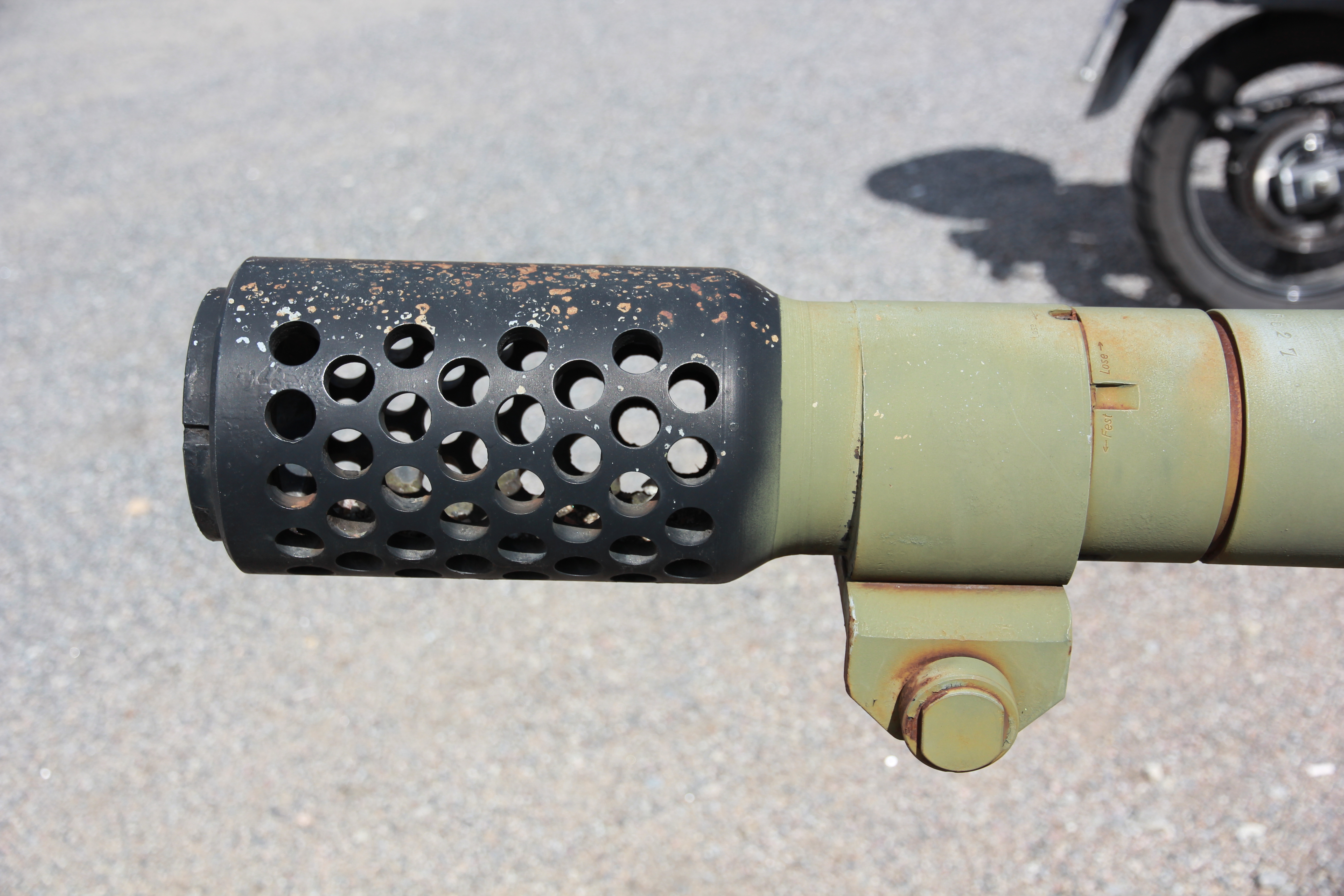
Gros plan sur le frein de bouche.
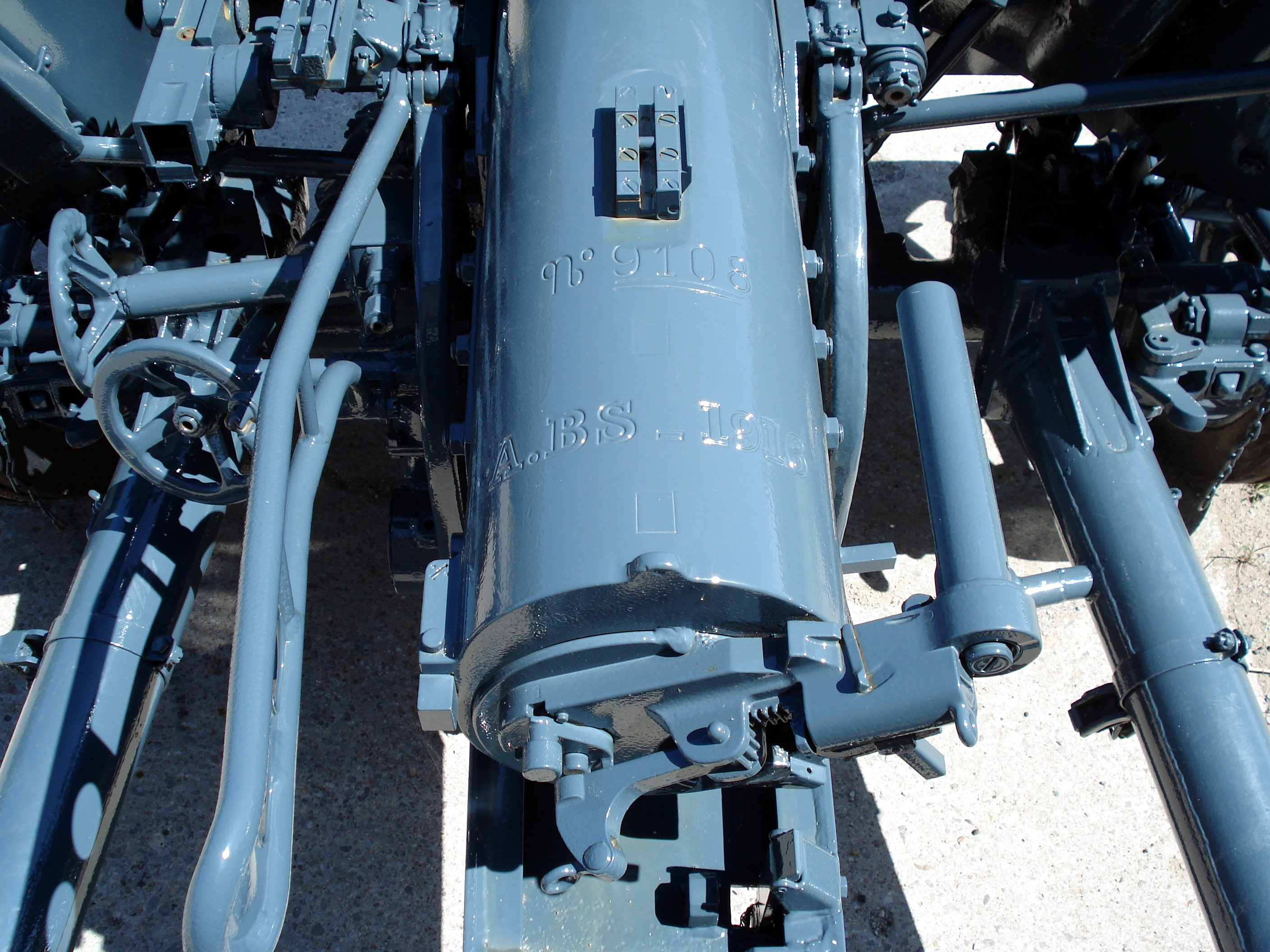
Vue rapprochée de la culasse.
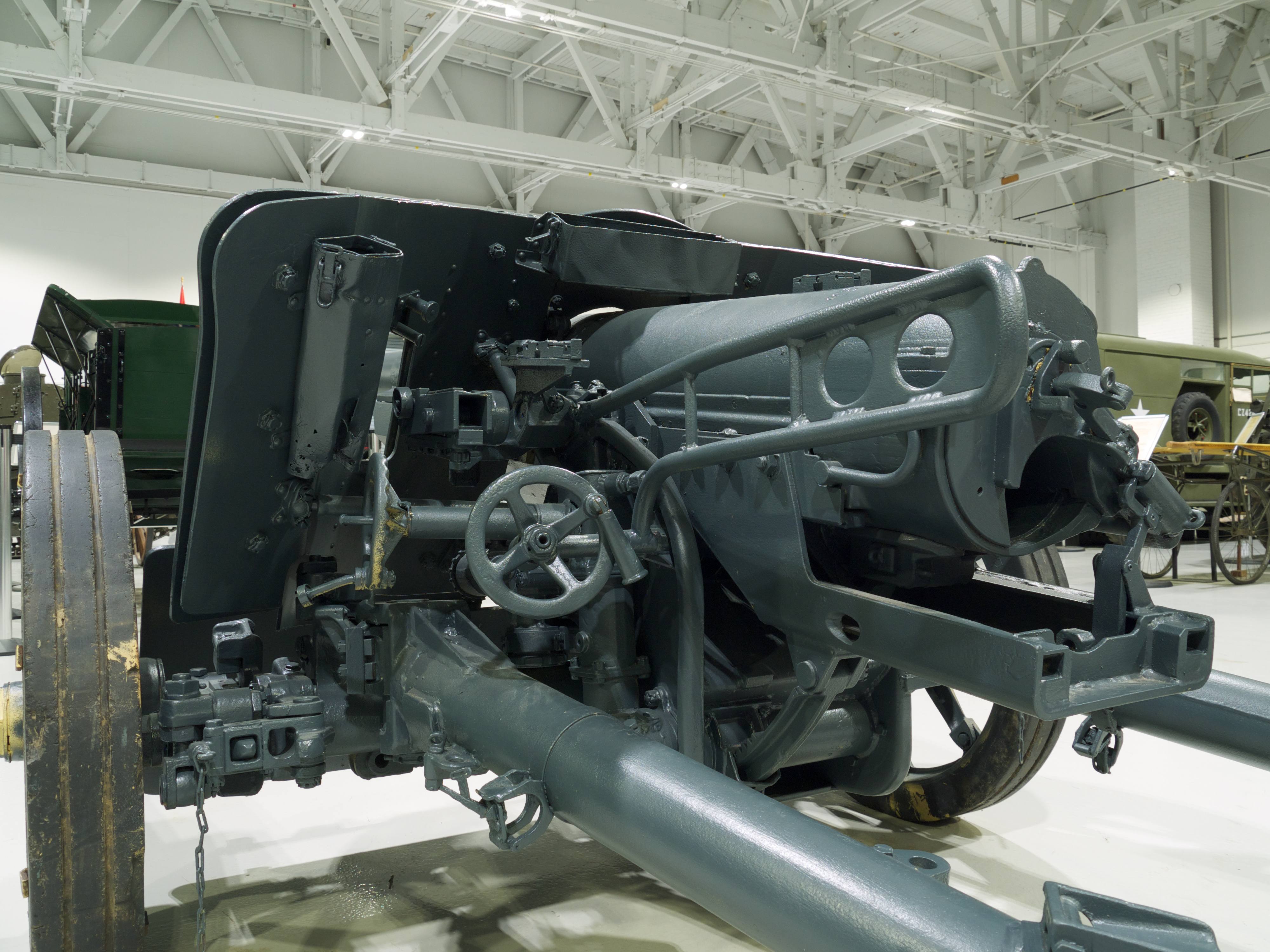
Vue arrière, culasse ouverte.
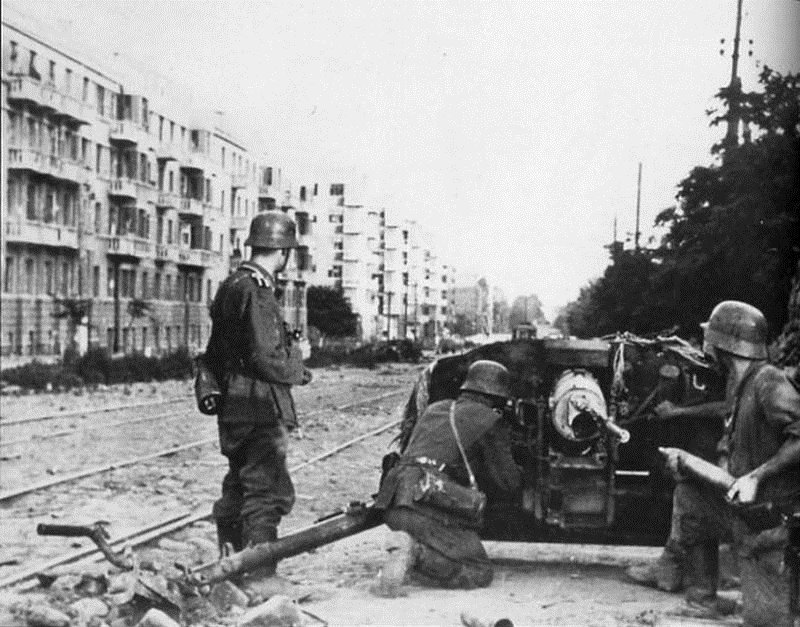
Un Pak 97/38 en action en 1942.